# 欠发达地区
欠发达地区（Underdeveloped areas）指的是有一定的发展水平但和发达地区相比尚有差距、文化教育落后的地区

## 分布
欠发达地区在全球分布广泛，尤其是亚非拉面积最大

## 原因
由于多方面的原因，长期发展不起来，总体发展水平不高，自然条件差，人力资源缺乏